# ماتیلدای انگلستان، دوشس ساکسونی
ماتیلدای انگلستان، دوشس ساکسونی (انگلیسی: Matilda of England, Duchess of Saxony؛ ژوئن ۱۱۵۶ – June/July 1189 (aged 32–33)) آریستوکراسی (طبقه) و شاهزاده خانم انگلیسی از دودمان پلانتاژنه بود که به واسطهٔ ازدواج با هاینریش شیر، از سال ۱۱۶۸ دوشس ساکسونی و بایرن تا سال ۱۱۸۰ بود.